# Домброва Тарнавацька
Домброва Тарнавацька (пол. Dąbrowa Tarnawacka; укр. Діброва Тарнавацька) — село в Польщі, у гміні Тарнаватка Томашівського повіту Люблінського воєводства.
Розташоване на Закерзонні (в історичному Надсянні).
Населення — 75 осіб (2011).

## Історія
Первісним населенням Домброви Тарнавацької були русини-лемки, які компактно проживали на своїх історичних землях.
У 1975—1998 роках село належало до Замойського воєводства.

## Демографія
Демографічна структура станом на 31 березня 2011 року:
|          | Загалом | Допрацездатний вік | Працездатний вік | Постпрацездатний вік |
| -------- | ------- | ------------------ | ---------------- | -------------------- |
| Чоловіки | 38      | 4                  | 30               | 4                    |
| Жінки    | 37      | 7                  | 21               | 9                    |
| Разом    | 75      | 11                 | 51               | 13                   |